# Сосняк (втрачене)

## Створення
Заповідне урочище «Сосняк» (втрачена) — об'єкт природно-заповідного фонду, що був оголошений рішенням Сумського Облвиконкому № 704 від 31.12.1980 року на землях Сумський держлісгосп (Сумська міськрада — 213,5 га; Великочернеччинська сільська рада — 29,5 га). Адміністративне розташування — Сумський район, Сумська область.

## Характеристика
Площа — 243 га.

## Скасування
Рішенням Сумської обласної ради від 25.09.2003 року «Про змінив мережі об'єктів природно-заповідного фонду області» об'єкт було скасовано. Зазначена підстава — насадження внаслідок сукцесійних процесів через надмірне рекреаційне навантаження втратило своє наукове та природоохоронне значення. Підстава не відповідає вимогам законодавства. 
Ініціатива щодо скасування об'єкту походить від науковців Сумського державного педагогічного університету, які в ході обстеження території урочища виявили невідповідність його стану задачам заповідного урочища. Клопотання щодо скасування об'єкту підготували завідувач кафедри ботаніки д.б.н. А. П. Вакал, завідувач кафедрою ботаніки к.б.н. М. П. Книш та к.б.н. К. К. Карпенко.